# Lagarde-Enval
Lagarde-Enval ist eine Ortschaft und eine ehemalige französische Gemeinde mit 794 Einwohnern (Stand 1. Januar 2022) im Département Corrèze in der Region Nouvelle-Aquitaine. Sie gehörte zum Kanton Sainte-Fortunade und zum Arrondissement Tulle. Die Einwohner nennen sich Gardilloux.
Mit Wirkung vom 1. Januar 2019 wurden die ehemaligen Gemeinden Lagarde-Enval und Marc-la-Tour zur Commune nouvelle Lagarde-Marc-la-Tour zusammengelegt und haben in der neuen Gemeinde den Status einer Commune déléguée. Der Verwaltungssitz befindet sich im Ort Lagarde-Enval.

## Geografie
Die Ortschaft liegt im Massif Central ungefähr 14 Kilometer leicht südöstlich von Tulle, der Präfektur des Départements, entfernt.
Nachbarorte sind im Norden Ladignac-sur-Rondelles, im Nordosten Marc-la-Tour, im Osten Forgès, im Südosten Albussac, im Süden Beynat und im Westen Sainte-Fortunade.

## Wappen
Beschreibung: In Blau ein goldener Pfahl, zu beiden Seiten drei fünfstrahlige goldene Sterne pfahlweis und von einem roten Schrägbalken überlegt.

## Einwohnerentwicklung
| Jahr      | 1962 | 1968 | 1975 | 1982 | 1990 | 1999 | 2007 | 2016 |
| Einwohner | 599  | 637  | 576  | 619  | 766  | 748  | 744  | 821  |